# Günther Wanka

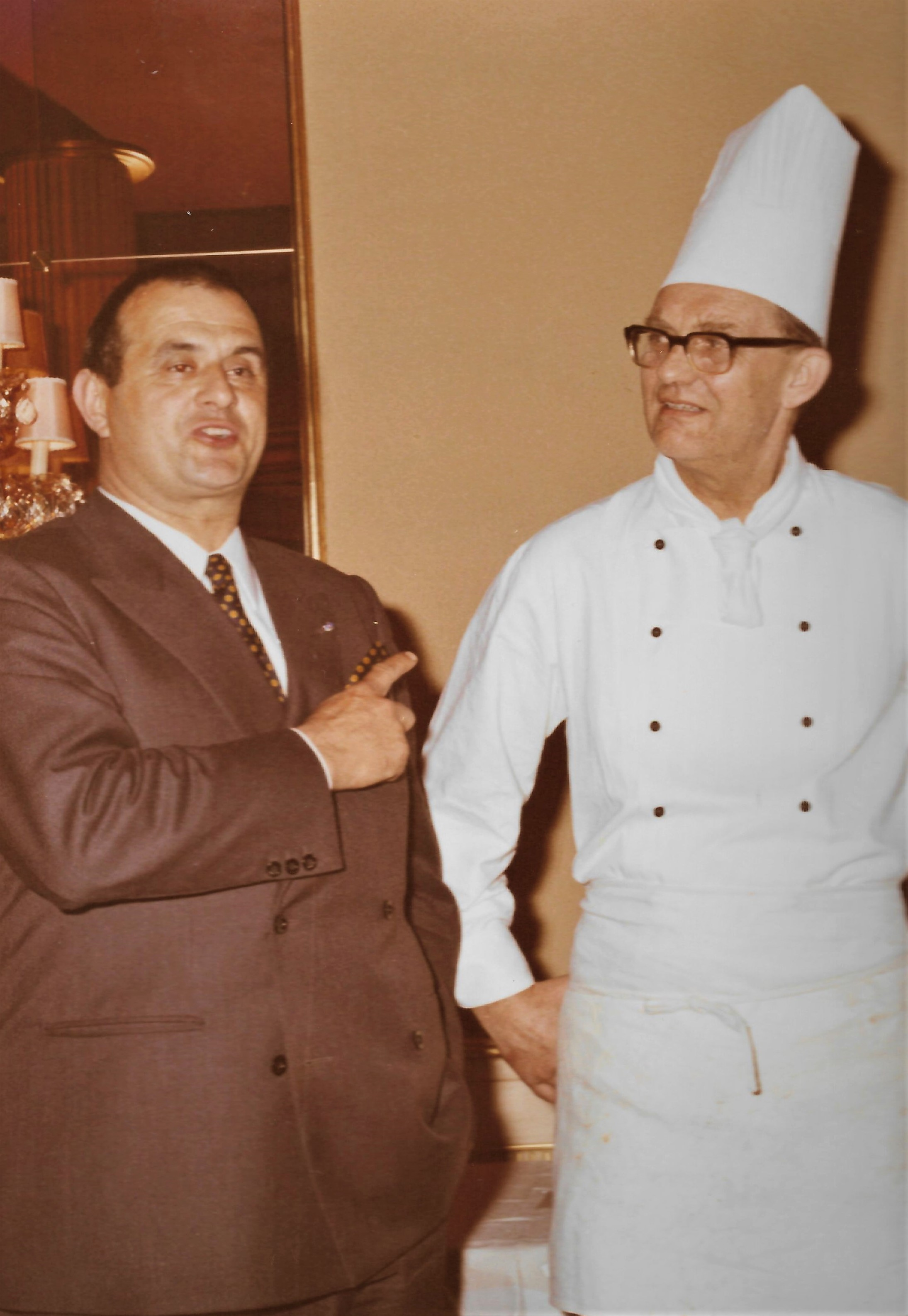
Günther Wanka (rechts) mit Paul Bocuse

Günther Wanka (* 9. Januar 1913; † 18. Juni 1986) war ein deutscher Koch, der im Hotel-Restaurant Erbprinz ab 1966 viele Jahre vom Guide Michelin ausgezeichnet wurde.

## Werdegang
Nach abgeschlossener Konditorlehre 1930 folgte die Ausbildung zum Koch 1933 im Regina-Palast-Hotel in München. Wanderjahre führten ihn anschließend u. a. zum Park Hotel München, zum Metropol Monopol, Wiesbaden, und ins Hotel Adlon in Berlin. Er arbeitete nach dem Krieg bis 1951 im Ritters Park Hotel, Bad Homburg. Nach einer Anstellung als Küchenchef im Fürstenberg, Karlsruhe, wechselte er im Februar 1957 als Küchenchef zum Hotel-Restaurant Erbprinz in Ettlingen. 1967 gehörte das Restaurant zu den ersten Häusern in Deutschland, die mit einem Michelinstern ausgezeichnet wurden.
1974 wurde das Restaurant Erbprinz mit zwei Michelinsternen ausgezeichnet. Zwei Sterne wurden 1974 erstmals an sieben Restaurants in Deutschland vergeben, darunter auch das Tantris unter Eckart Witzigmann.
Zu seinen Schülern gehörten Eckart Witzigmann, Marc Haeberlin, Lothar Eiermann, Hans Haas, Jörg Sackmann und Alfred Klink. Paul Bocuse soll 1976 bei der Preisverleihung Goldene Pfeffermühle von Klaus Besser darum gebeten haben, Günther Wanka für seine Krebse à la nage umarmen zu dürfen.

## Auszeichnungen
- 1966: Ein Michelinstern für das Restaurant Erbprinz in Ettlingen
- 1974: Zwei Michelinsterne für das Restaurant Erbprinz in Ettlingen